# Remo nos Jogos Paralímpicos
As competições de Remo nos Jogos Paralímpicos de Verão tem sido parte da competição desde os Jogos de 2008, em Pequim, na China. Remo como esporte tem sido parte dos Jogos Olímpicos de Verão desde 1896. Remo nos Jogos Paralímpicos está sob a jurisdição da Federação Internacional de Sociedades de Remo (FISA) a mesma que gere o esporte nos Jogos Olímpicos.

## Disciplinas e eventos
| Disciplina              | Evento                     | Ano de estreia           |
| Skiff simples masculino | AS (Arms and Shoulders)    | 2008, como A (Arms only) |
| Skiff simples feminino  | AS (Arms and Shoulders)    | 2008, como A (Arms only) |
| Skiff duplo misto       | TA (Trunk and Arms)        | 2008                     |
| Quatro com misto        | LTA (Legs, Trunk and Arms) | 2008                     |

## Distâncias
Todas as regatas percorrem a distância de 1000 m, ao contrário das provas olímpicas que percorrem 2000 m.

## Qualificação
Há um número limitado de equipes de participam das competições. A Federação Internacional de Remo realiza eventos de qualificação a fim de determinar quem se classifica para os Jogos Paralímpicos, sendo que cada Comitê Olímpico Nacional só pode ter um barco por evento.

## Quadro de medalhas
| Ordem | País               | Medalha de ouro | Medalha de prata | Medalha de bronze |    |
| ----- | ------------------ | --------------- | ---------------- | ----------------- | -- |
| 1     | GBR Grã-Bretanha   | 8               |                  | 2                 | 8  |
| 2     | CHN China          | 3               | 2                | 1                 | 6  |
| 3     | UKR Ucrânia        | 3               | 1                | 1                 | 5  |
| 4     | ITA Itália         | 1               |                  |                   | 1  |
|       | NOR Noruega        | 1               |                  |                   | 1  |
| 6     | AUS Austrália      |                 | 4                |                   | 4  |
| 7     | USA Estados Unidos |                 | 3                | 2                 | 5  |
| 8     | FRA França         |                 | 2                | 3                 | 5  |
| 9     | ISR Israel         |                 | 1                | 2                 | 3  |
| 10    | BLR Bielorrússia   |                 | 1                | 1                 | 2  |
| 11    | GER Alemanha       |                 | 1                |                   | 1  |
|       | NED Países Baixos  |                 | 1                |                   | 1  |
| 13    | BRA Brasil         |                 |                  | 2                 | 2  |
| 14    | CAN Canadá         |                 |                  | 1                 | 1  |
|       | RUS Rússia         |                 |                  | 1                 | 1  |
| TOTAL | TOTAL              | 16              | 16               | 16                | 48 |